# زائده گونه‌ای استخوان گیجگاهی
زائده گونه‌ای استخوان گیجگاهی (انگلیسی: Zygomatic process of temporal bone) زائده‌ای دراز و قوسی است که از قسمت پایینی بخش فلسی استخوان گیجگاهی بیرون زده است. زائده گونه‌ای با استخوان گونه‌ای مفصل شده است. مفصل شدن زائده گونه‌ای با زائده گیجگاهی استخوان گونه باعث تشکیل قوس گونه می‌شود.
در ابتدای برون روئیدن از بخش فلسی، یکی از لبه‌های زائده گونه‌ای استخوان گیجگاهی رو به بالا و دیگری رو به پایین دارد. تنه این زائده سپس پیچی به درون می‌خورد و یک لبه آن رو به بالا و دیگری رو به داخل پایان می‌یابد.